# Église Saint-Genest d'Aubigny
Pour les articles homonymes, voir Église Saint-Genest.
L'église Saint-Genest est une église située sur la commune d'Aubigny, dans le département de l'Allier, en France.

## Description
Cette église romane du XIIe siècle d'une simple nef à voûte en berceau brisé prolongée par une abside en cul-de-four, cette église romane a été bâtie à l'emplacement d'anciennes constructions gallo-romaines. Les ouvertures d'origine ont été ou occultées par l'ajout de chapelles (XVe siècle) ou agrandies (XIXe siècle), mais le portail a gardé son harmonieux caractère roman, deux colonnettes accolées à des pilastres droits supportant l'archivolte d'un sobre tympan.
À la Révolution, cette église fut fermée en 1792, puis vendue à Pierre Saulnier du Réray. Elle fut complètement restaurée par le baron Arthur Richard d'Aubigny (1827-1898) et rendue au culte par Madame de Villemouze, petite-fille de Pierre Saulnier, en 1868. Détruits par la foudre en 1971, le toit de l'abside et le clocher en bardeaux de châtaignier ont été rebâtis à l'identique.
On peut voir à l'intérieur un vitrail de Jeanne d'Arc qui a été dessiné par Lionel Royer et une statue de saint Roch (classée MH en 1933), retrouvée enterrée dans le cimetière.
Sa voûte est en berceau brisé. L'abside est en hémicycle. Elle est surmontée d'une flèche octogonale du XVIe siècle.

## Historique
Cette église romane est construite au XIIe siècle, complétée par quelques ajouts aux XVe et XVIe siècles.
L'édifice est inscrit au titre des monuments historiques en 1947.